# 馬里蘭鎮區 (伊利諾伊州奧格爾縣)
馬里蘭鎮區（英語：Maryland Township）是位於美國伊利諾伊州奧格爾縣的一個行政鎮區。

## 地方資料
根據2010年美國人口普查的數據，馬里蘭鎮區的面積為93.30平方千米，當中陸地面積為93.30平方千米，而水域面積為0.00平方千米。當地共有人口512人，而人口密度為每平方千米5.49人。